# 火线追凶之掘墓人
《火线追凶之掘墓人》是中华人民共和国于2009年上映的一部民国电影。故事背景设定在20世纪30年代的上海法租界，主要讲述绰号“老虎探长”的上海法租界巡捕房探长钟朗破解“掘墓人”绑架案的故事。这部电影是火线追凶系列的第五部电影。

## 情节
一座教堂正在为一对新人举办婚礼，新娘在里间化妆时突然神秘失踪，绑架新娘的人正是曾在三年前震惊上海滩的“掘墓人”。掘墓人一般会把人质关在一间密室里，如果家属无法在规定时间内交纳赎金，那么人质就会因氧气耗尽而被活活闷死。
钟朗意识到时间紧急，立马展开了搜索。钟朗和团队先是把目光注意到了教堂的敲钟人阿定身上，阿定是事件的唯一目击证人，但可惜是个傻子，因此这个破案方向被迫终止。
钟郎团队中的于胜男和韩非因为抓到了掘墓人的把柄，因此被掘墓人关在了一间密闭的地下室里。钟郎为了破案，又和前三年栽到这个案子上的宁二昆探长合作，最终确定圣约翰大学里的保洁员朱国梁为掘墓人。而朱国梁之所以犯罪，是因为自己父亲的一群富豪朋友因为五十根金条为富不仁，逼死了自己的父亲，这三年以来的掘墓案的四位受害者都是逼死朱国良父亲的富人的家属。
另一边，胜男和韩非依靠过人的才智发现了自己的所在地——与圣约翰大学仅一街之隔的宏恩医院，并最终从密闭的密室里发出求救电报，成功获救。随后二人通过胜男笔记本上发现的线索，返回教堂拯救了危在旦夕的新娘。最终，钟朗和宁二昆依照掘墓人的勒索信在火车站埋伏，伺机抓捕掘墓人，宁二昆因武功不如掘墓人被反将一军，掘墓人用宁二昆的生命威胁钟朗放下枪。最终宁二昆不幸被掘墓人割喉而死，钟郎则借机爆头击毙了掘墓人。故事最后在宁二昆的葬礼中结束。